# 锦尚镇
锦尚镇，是中华人民共和国福建省泉州市石狮市下辖的一个乡镇级行政单位。

## 行政区划
锦尚镇下辖以下地区：
东店村、西港村、杨厝村、奈厝前村、厝上村、深埕村、谢厝村、卢厝村、港前村、锦尚村和港东村。